# Aegiochus nohinohi
Aegiochus nohinohi är en kräftdjursart som beskrevs av Bruce 2009. Aegiochus nohinohi ingår i släktet Aegiochus och familjen Aegidae. Inga underarter finns listade i Catalogue of Life.